# 柯伊伯陨石坑
柯伊伯陨石坑（Kuiper）是位于月球正面知海中央的一座小撞击坑，其名称取自荷裔美籍天文学家杰拉德·彼得·柯伊伯(1905年-1973年)，1976年被国际天文学联合会批准接受。

## 描述

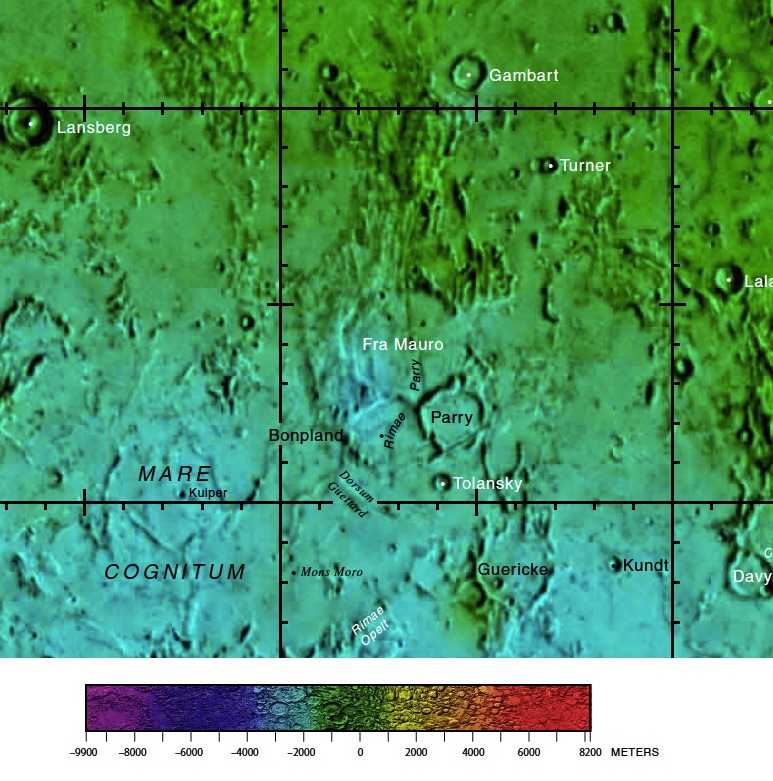
柯伊伯陨石坑的周边，月球正面区域图。

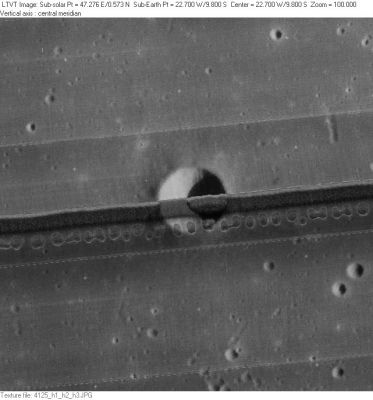
月球轨道器4号拍摄的图像

该陨坑西北偏西毗邻欧几里得陨石坑、东北靠近弗拉·毛罗环形山、邦普朗环形山位于它的东北偏东、南面则坐落着居里克环形山。柯伊伯陨石坑西面横亘着里菲山脉，北侧绵延着盖塔山脊，奥佩尔特月溪蜿蜒在它的东南方，更远处则坐落着云海。该陨坑中心月面坐标为9°47′S 22°41′W / 9.78°S 22.68°W，直径6.3公里，深度1.55公里。
柯伊伯陨石坑的外形圆状，几乎未受到撞击侵蚀，外侧壁边缘完整清晰，内侧壁平坦光滑。坑壁平均高出周边地形220米，内部容积约9公里3。形态特征隶属"ALC 型"(以该类陨坑的典型代表-卫星坑"阿尔巴塔尼 C"所命名)。
在1976年获得正式命名前，该陨坑被称为卫星坑"邦普朗环形山 E"(所谓的"卫星坑标记法"：以所靠近的主坑名+字母来命名)。
柯伊伯陨石坑东南(月面坐标20°35′S 22°41′W / 20.58°S 22.68°W)是1964年7月31日徘徊者7号探测器的坠落点， 它是美国首艘拍摄到月球表面照片的空间探测器，杰拉德·柯伊伯曾是徘徊者计划项目科学家之一。在1973年他去世后，该陨石坑被以他的名字命名。

## 另请参阅
- 1776 柯伊伯
- 柯伊伯撞击坑 (火星)
- 柯伊伯撞擊坑 (水星)
- 柯伊伯带

## 参引资料
1. ↑   (PDF).   [2016-10-08]. （原始内容存档 (PDF)于2018-11-13）.
2. ↑   (PDF).   [2016-10-08]. （原始内容存档 (PDF)于2013-02-20）.
3. ↑  . planetarynames.wr.usgs.gov.   [2021-10-23]. （原始内容存档于2021-10-23）.
4. ↑  . fisherka.csolutionshosting.net.   [2021-10-23]. （原始内容存档于2014-12-18）.
5. ↑  Lunar Impact Crater Database

- Schuffelen, Marco. . 2006  [2007-06-01]. （原始内容存档于2019-05-27）.
- Andersson, L. E.; Whitaker, E. A. . NASA RP-1097. 1982.
- Blue, Jennifer. . USGS. July 25, 2007  [2007-08-05]. （原始内容存档于2012-04-08）.
- Bussey, B.; Spudis, P. . New York: Cambridge University Press. 2004. ISBN 978-0-521-81528-4.
- Cocks, Elijah E.; Cocks, Josiah C. . Tudor Publishers. 1995. ISBN 978-0-936389-27-1.
- McDowell, Jonathan. . Jonathan's Space Report. July 15, 2007  [2007-10-24]. （原始内容存档于2012-05-26）.
- Menzel, D.H.; Minnaert, M.; Levin, B.; Dollfus, A.; Bell, B. . Space Science Reviews. 1971-06, 12 (2). Bibcode:1971SSRv...12..136M. ISSN 0038-6308. doi:10.1007/BF00171763 （英语）.
- Moore, Patrick. . Sterling Publishing Co. 2001. ISBN 978-0-304-35469-6.
- Price, Fred W. . Cambridge University Press. 1988. ISBN 978-0-521-33500-3.
- Rükl, Antonín. . Kalmbach Books. 1990. ISBN 978-0-913135-17-4.
- Webb, Rev. T. W.  6th revised. Dover. 1962. ISBN 978-0-486-20917-3.
- Whitaker, Ewen A. . Cambridge University Press. 1999. ISBN 978-0-521-62248-6.
- Wlasuk, Peter T. . Springer. 2000. ISBN 978-1-85233-193-1.